# Revolving Door
Revolving Door (engl.: Drehtür) ist eine deutsche Alternative-Rock-Band aus Neuhaus am Rennweg (Thüringen), die dort 2006 gegründet wurde.

## Geschichte

### Bandgründung

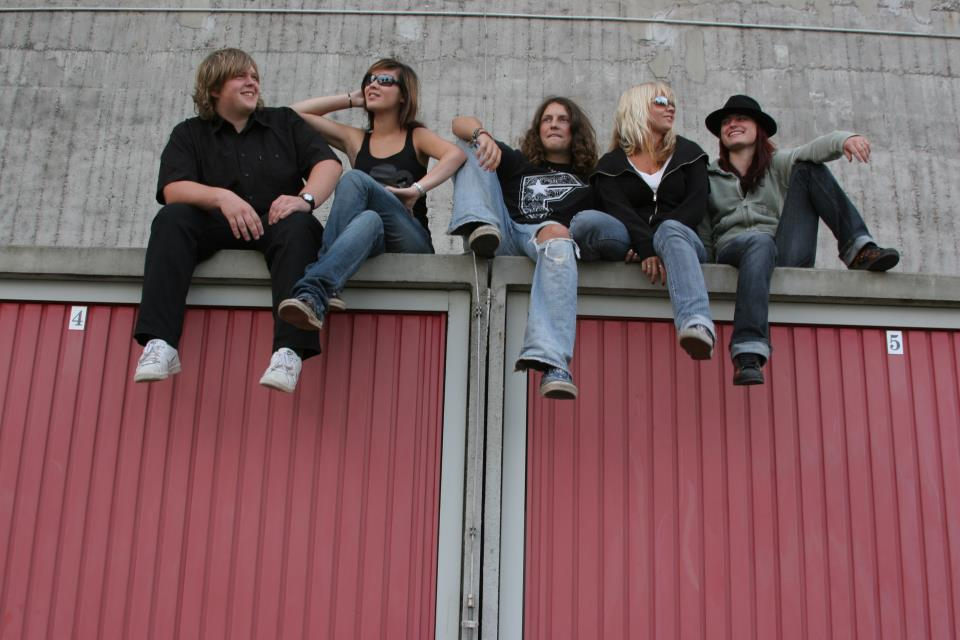
Revolving Door 2006

Der Grundstein für Revolving Door, früher Tourniquet (frz. Drehtür, mit der Bedeutung, sich in einer ausweglosen Situation zu befinden), wurde von der Bassistin Sabrina Schöler und der Sängerin Liesa-Marie Fehrmann 2004 in Neuhaus am Rennweg gelegt. Damals existierte aber noch kein Bandname. Sabrina und Liesa-Marie lernten sich durch die Musikschule Sonneberg kennen und versuchten sich anfangs mit ein paar Freunden als Band in der Musikschulgarage. 2005 kam Felix Müller-Litz als Schlagzeuger in die Band und einen Monat später folgte Christian Rüger als Leadgitarrist. Im Juni 2006 stieg eine weitere Sängerin, Tina Treßelt, ein. Ende 2009 verließ sie die Band und es folgte Wiebke Marie Koschut als neues Bandmitglied.

### Hintergründe
Rüger, Schöler und Fehrmann besuchten damals die Musikschule Sonneberg und nahmen beim selben Lehrer Musikstunden. Schöler erlernte 1998 erst Schlagzeug, dann Gitarre und zuletzt Bass bis 2007. Rüger nahm von 1997 bis 2006 Gitarrenunterricht und Fehrmann nahm von 1998 bis 2006 Gitarren- und Gesangsstunden. Müller-Litz nahm Klavierunterricht bei einem Privatlehrer von 1993 bis 1998. 2003 begann er dann mit dem Schlagzeugspielen in der Band Scream of a Butterfly, früher Eye Witness. 2005 stieg er bei Revolving Door ein. Rüger folgte als Gitarrist in die Band. 2006 kam es zur Umbenennung von Tourniquet in Revolving Door, da schon eine Metalband namens Tourniquet existierte. Alle Bandmitglieder besuchten zu dem Zeitpunkt das gleiche Gymnasium. Als Wiebke 2010 zur Band kam, hatte sie noch keine Banderfahrung, aber nahm Gesangsstunden, Klavierunterricht und Tanzunterricht und trat 2009 beim Casting zu Deutschland sucht den Superstar auf.
Zu Beginn des Jahres 2018 hat sich die Band personell neu aufgestellt: Christian Rüger und Sabrina Schöler haben die Band verlassen - ihren Platz an Gitarre und Bass haben Alexej Chemissov und Martin Neubauer übernommen.

### Werdegang

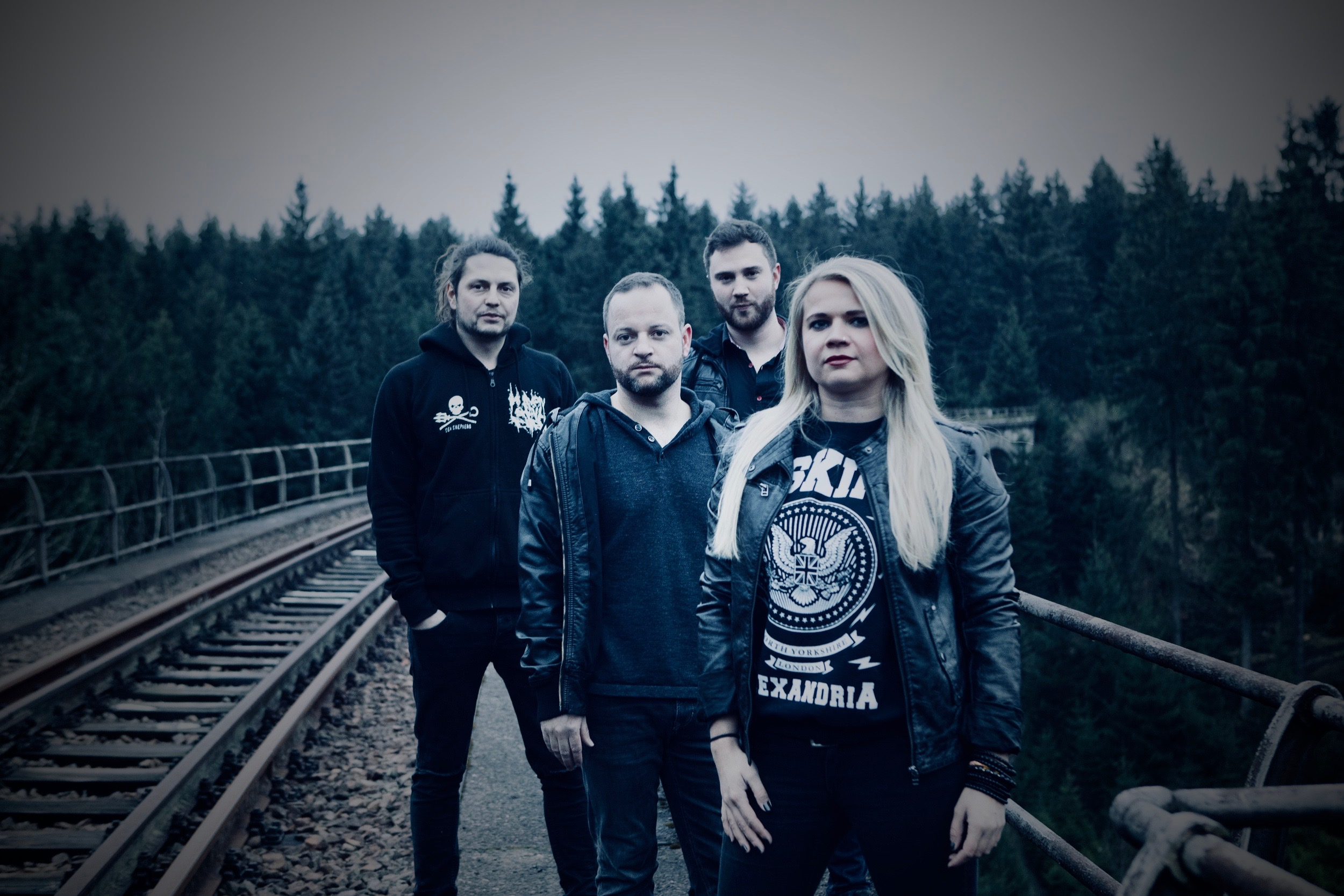
Revolving Door 2020

Revolving Door hat bis Anfang 2012 450 Konzerte weit über Deutschland hinaus gespielt. Sie begann 2005 als Coverband und schrieb 2006 die ersten eigenen Songs.
Im Dezember 2006 folgten die ersten Studioaufnahmen bei Smitt Records in Neuhaus am Rennweg mit dem Produzenten Rick Smitt. Die CD mit elf Songs wurde jedoch nie veröffentlicht.
Im Zeitraum von 2005 bis 2008 nahm die Band regelmäßig an Bandcontesten teil, beispielsweise SchoolJam 2007, Coca-Cola Soundwave Discovery Tour 2007, Global Battle of Bands 2007, New Chance Festival 2007, Quiksessions Battle of Bands 2007, Beck’s Experience 2009 und F6 Music Award 2009. Die Band belegte bei allen Wettbewerben erste und zweite Plätze.
Im Jahr 2008 folgte die nächste Studioproduktion der 5-Track EP Revolving Door in Göttingen mit Cubeaudio, welche u. a. mit Doro Pesch, Guano Apes (Remixe), Tamoto und Lovex zusammengearbeitet haben. Im gleichen Jahr spielte Revolving Door auf mehreren Festivals, unter anderem dem Deichbrand Festival, und als Vorgruppe für The Subways, Rise Against, The Killers, Liquido und Revolverheld.
Im August 2009 drehten sie mit der dtp entertainment AG einen Werbespot für das Nintendo Wii Spiel Wii Music Rock the House, auf dem die Band mit Belongs to you, Hey you vertreten ist. Des Weiteren spielten sie erneut beim Deichbrand Festival auf der Hauptbühne, auf der Games Convention Online, Games Com, ABI-Festival Lingen, IDM Oschersleben, 5Stage Tour Sennheiser, waren Support für Silbermond und spielten beim HUK Open Air Sommer neben der Künstlerin Pink.
Die Produktionen zum offiziellen Debütalbum Break the line folgten 2009 bei Eikey Music (heute Hammerstudios) mit dem Produzenten Eike O. Freese in Hamburg. Der Hamburger Produzent arbeitete schon mit im Genre relevanten Künstlern wie Gamma Ray, Callejon, Oomph!, Eisbrecher und Dark zusammen.
Im Sommer 2010 drehte die Band ihr erstes Musikvideo zu Break the line mit der Produktionsfirma Mediadesign in Erfurt. Im Herbst 2010 organisierten sie ihre erste Tour (Break the line Tour 2010/11) durch Deutschland, Österreich und die Schweiz mit ihrem Booker Jens Fehrmann, welcher seit Beginn der Band das Management und Booking übernimmt. 2010 standen sie u. a. mit Luxuslärm und Bakkushan auf der Bühne. Kurz darauf folgte von Mediadesign ein Tourvideo zur Break the line Tour 2010/11.
Das zweite Musikvideo Goodbye wurde erneut von der Erfurter Produktionsfirma zum Tunneldurchbruch im Blessberg unter Tage 2011 gedreht. Neben zahlreichen Auftritten in Deutschland, Österreich, Schweiz, Italien und Holland etabliert sich Revolving Door zur Festivalband. Im November 2011 bekamen sie eine Förderung der Initiative Musik für ihre nächste Studioproduktion.

## Diskografie
- 2008: Revolving Door (EP)
- 2010: Break the Line (Album)[6]
- 2012: Milk & Honey (Album)
- 2013: Des filles et des riffs (Kompilation)
- 2020: City of Darkness (Album)

## Videos
- 2008: Belongs to You[7]
- 2009: Werbespot „Wii Musiic Rock the House“
- 2010: Break the Line
- 2011: Revolving Door - Break the Line Tour 2010-2011
- 2011: Goodbye
- 2012: Life’s a Bitch